# Obsjtina Dve mogili
Obsjtina Dve mogili (bulgariska: Община Две могили) är en kommun i Bulgarien.   Den ligger i regionen Ruse, i den centrala delen av landet, 230 km öster om huvudstaden Sofia. Antalet invånare är 9 432. Arean är 345 kvadratkilometer. Obsjtina Dve mogili gränsar till Obsjtina Ivanovo.
Terrängen i Obsjtina Dve mogili är kuperad åt sydost, men åt nordväst är den platt.
Obsjtina Dve mogili delas in i:
- Baniska
- Batisjnitsa
- Băzovets
- Karan Vărbovka
- Katselovo
- Pomen
- Tjilnov
- Mogilino
- Ostritsa

Följande samhällen finns i Obsjtina Dve mogili:
- Dve mogili
- Katselovo
- Mogilino